# Vaszílisz Konsztandínu
Vaszílisz Konsztandínu (görögül: Βασίλης Κωνσταντίνου; Amarúszi, 1947. november 19. –) görög válogatott labdarúgókapus.

## Pályafutása

### Klubcsapatban
1964 és 1983 között a Panathinaikósz játékosa volt. Összesen 302 mérkőzésen lépett pályára. A Panathinaikósz színeiben a görög bajnokságot öt alkalommal, a görög kupát négy alkalommal nyerte meg. Csapatával bejutott a bajnokcsapatok Európa-kupájának döntőjébe 1971-ben, ahol 2–0-s vereséget szenvedtek az Ajax ellen. 1982 és 1984 között védett az ÓFI Kréta együttesében is.

### A válogatottban
1973 és 1982 között 28 alkalommal szerepelt a görög válogatottban. Részt vett az 1980-as Európa-bajnokságon.

## Sikerei
Panathinaikósz
- Görög bajnok (5): 1964–65, 1968–69, 1969–70, 1971–72, 1976–77
- Görög kupa (4): 1966–67, 1968–69, 1976–77, 1981–82
- BEK-döntő (1): 1970–71

## Külső hivatkozások
- Vaszílisz Konsztandínu adatlapja a National-Football-Teams.com oldalon (angolul)

- Vaszílisz Konsztandínu. eu-football.info